# Holorusius pediacus
Holorusius pediacus là một loài bọ cánh cứng trong họ Cerambycidae.